# Plasa Carei
Plasa Carei a fost o unitate administrativă din cadrul județului Sălaj (interbelic), cu reședința în orașul Carei (administrat separat față de plasa Carei, care cuprindea doar mediul rural).

## Istoric
În anul 1930 plasa cuprindea 27 de sate și avea 37.367 locuitori.
Prin legea nr. 5 din 6 septembrie 1950 plasa a fost desființată și a fost înființat raionul Carei. 

## Demografie
Conform datelor recensământului din 1930 populația era alcătuită din 37% români, 33,6% germani, 25,5% maghiari, 1,8% țigani ș.a.
Sub aspect confesional populația era alcătuită din 41,8% romano-catolici, 35% greco-catolici, 19,2% reformați, 2,4% ortodocși ș.a.

## Materiale documentare

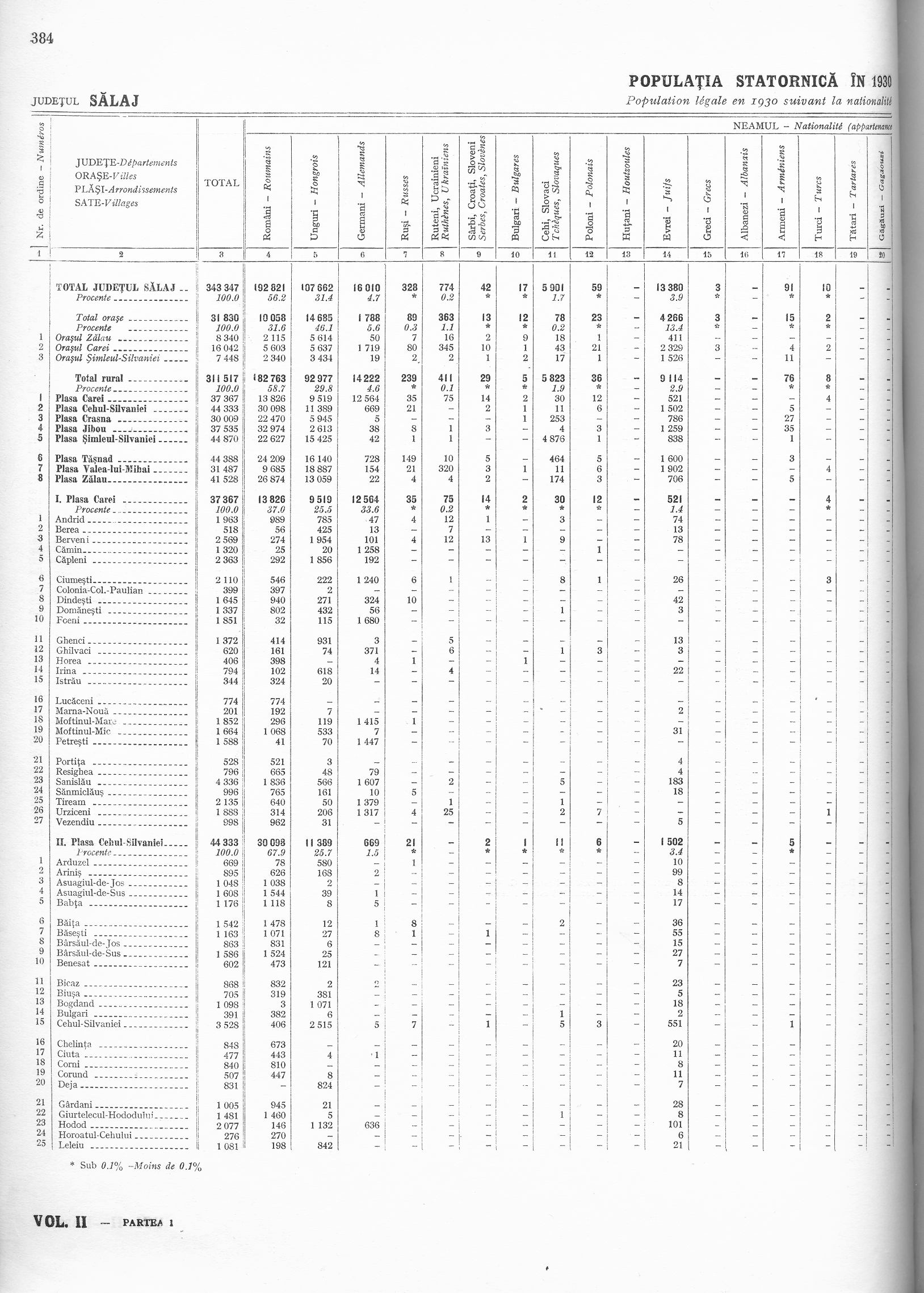
Datele recensământului din 1930 aferente plășii Carei, după etnie
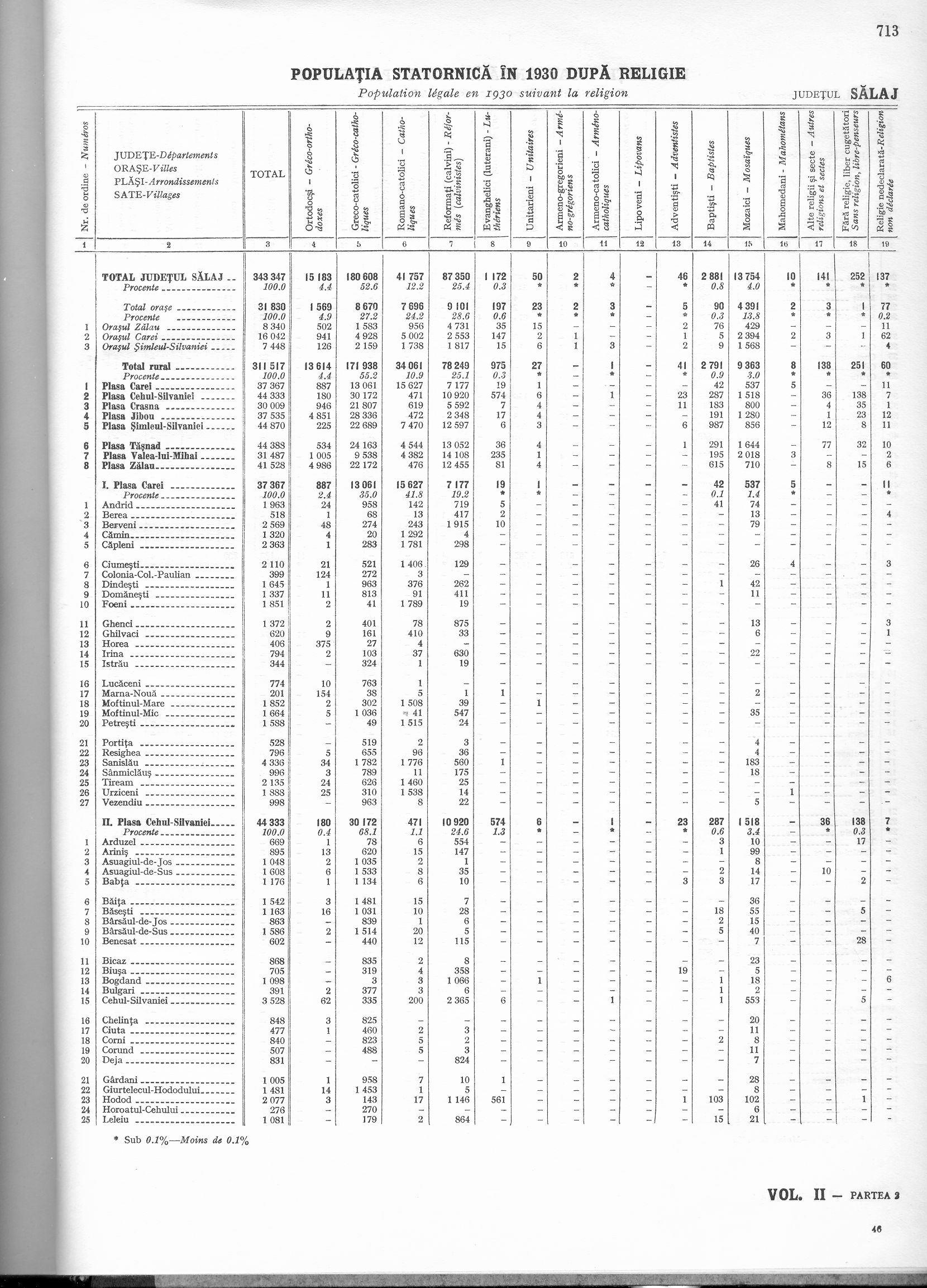
Datele recensământului din 1930 aferente plășii Carei, după confesiune